# 奥加拉拉蓄水层

1997年奥加拉拉蓄水层的厚度分布图，由于过去几十年的地下水开采，蓄水层在不断缩小

1980年至1995年蓄水层的变化状况示意图

2000年各县地下水抽取量

奥加拉拉蓄水层（英語：Ogallala Aquifer）是位于美国大平原下的一个被沙子、淤泥、粘土和砾石包围的浅水地下含水层。该蓄水层横跨美国八个州（南达科他州、内布拉斯加州、怀俄明州、科罗拉多州、堪萨斯州、俄克拉荷马州、新墨西哥州和德克萨斯州），面积约为174,000 sq mi（450,000 km2），是全球最大的含水层。该蓄水层是地理学家纳尔逊·霍雷肖·达顿于1898年以内布拉斯加州市镇奥加拉拉命名的，为高原含水层，位于奥加拉拉地质组，其中80%的的地区属于高原地带。
第二次世界大战之后，由于中心枢轴灌溉以及自动钻井技术的提升，奥加拉拉蓄水层的地下水得以大量开发用于农业生产。时至今日，全美大约27%的耕地位于奥加拉拉蓄水层之上，30%的灌溉用地下水来源于该蓄水层。奥加拉拉蓄水层面临着过度开采和污染的风险。自1950年以来，农业灌溉已经使奥加拉拉蓄水层的饱和水量减少了约9%，一旦枯竭，奥加拉拉蓄水层将需要超过6000年的时间通过降雨自然补充。